# 鄧如欣
鄧如欣（英語：Anne Teng Yu-yan），香港公務員，曾擔任東區民政事務專員。鄧在2012年擔任政制及內地事務局首席助理秘書長時，曾因她在屯門的住宅出現電力事故而在辦公時間內以政府傳真號碼向中華電力及物業管理公司發信，更把信件抄送至多名政府官員，被立法會議員胡志偉、楊岳橋及林卓廷等批評她公器私用。鄧如欣在2013年12月2日接替許英揚，出任東區民政事務專員，任內曾於2016年香港立法會選舉及2018年3月香港立法會補選中擔任香港島選區選舉主任，協助選舉管理委員會推行政治审查制度，並在2016年裁定賴綺雯的提名無效，以及在2018年裁定周庭的提名無效，惟對周庭的裁決被香港高等法院原訟法庭推翻。在2018年6月13日，陳尚文接替鄧的專員職位，她隨後出任薪諮會聯合秘書處助理秘書長。